# Încoronarea lui Napoleon
Încoronarea lui Napoleon este o pânză pictată de Jacques-Louis David în perioada 1805-1807. Tabloul are dimensiunile 624 x 979 cm și se găsește la Louvre, Paris.

## Istoric
Regii au părăsit-o, eu am ridicat-o - spune Napoleon despre coroana conducătorului francilor, Carol cel Mare, când, în după-amiaza zilei de 2 decembrie 1804, și-o așează pe cap în catedrala Notre-Dame din Paris și este uns chiar de papa Pius al VII-lea venit la Paris. Apoi împăratul își încoronează soția, pe Josephina. 
David a primit o comanda din partea împăratului pentru un tablou care sa comemoreze încoronarea. Pictorul va lucra la acest tablou vreme de 2 ani, adaptând realitatea la dorințele clientului său. Astfel, spre exemplu, în spate, la tribună o vedem pe Letița, mama împăratului, deși ea nu a participat deloc la festivitate. 
Extraordinar de riguros este finisajul: David nu omite nici cel mai mic detaliu, în ceea ce privește veșmintele perechii imperiale, iar portretele personajelor reprezintă imaginea fidelă a realității.
Încoronarea lui Napoleon are în primul rând valoarea unei mărturii istorice; în schimb caracterul static al compoziției îndepărtează tabloul de estetica neoclasicistă. Lipsește aici tensiunea vibrantă care este caracteristica teatralității neoclasiciste. Spre deosebire de Sabinele și Jurământul Horațiilor, David se inspiră de data aceasta mai degrabă din tradiția romană, decât din cea greacă.